# Cynorhiza
Cynorhiza es un género de plantas con flores perteneciente a la familia Araliaceae.  Comprende 8 especies descritas y de estas, solo 2 pendientes de ser aceptadas.

## Taxonomía
El género fue descrito por  Eckl. & Zeyh. y publicado en Enumeratio Plantarum Africae Australis Extratropicae 351. 1837. La especie tipo no ha sido designada.

## Especies seleccionadas
A continuación se brinda un listado de las especies del género Cynorhiza pendientes de ser aceptadas hasta julio de 2013, ordenadas alfabéticamente. Para cada una se indica el nombre binomial seguido del autor, abreviado según las convenciones y usos.
- Cynorhiza bolusii Magee & B.-E.van Wyk
- Cynorhiza meifolia (Eckl. & Zeyh.) Magee